# راین دا مدل
راین دا مدل طویل‌ترین شاخه رود راین است. این رود از کشور سوئیس می‌گذرد.

## نگارخانه

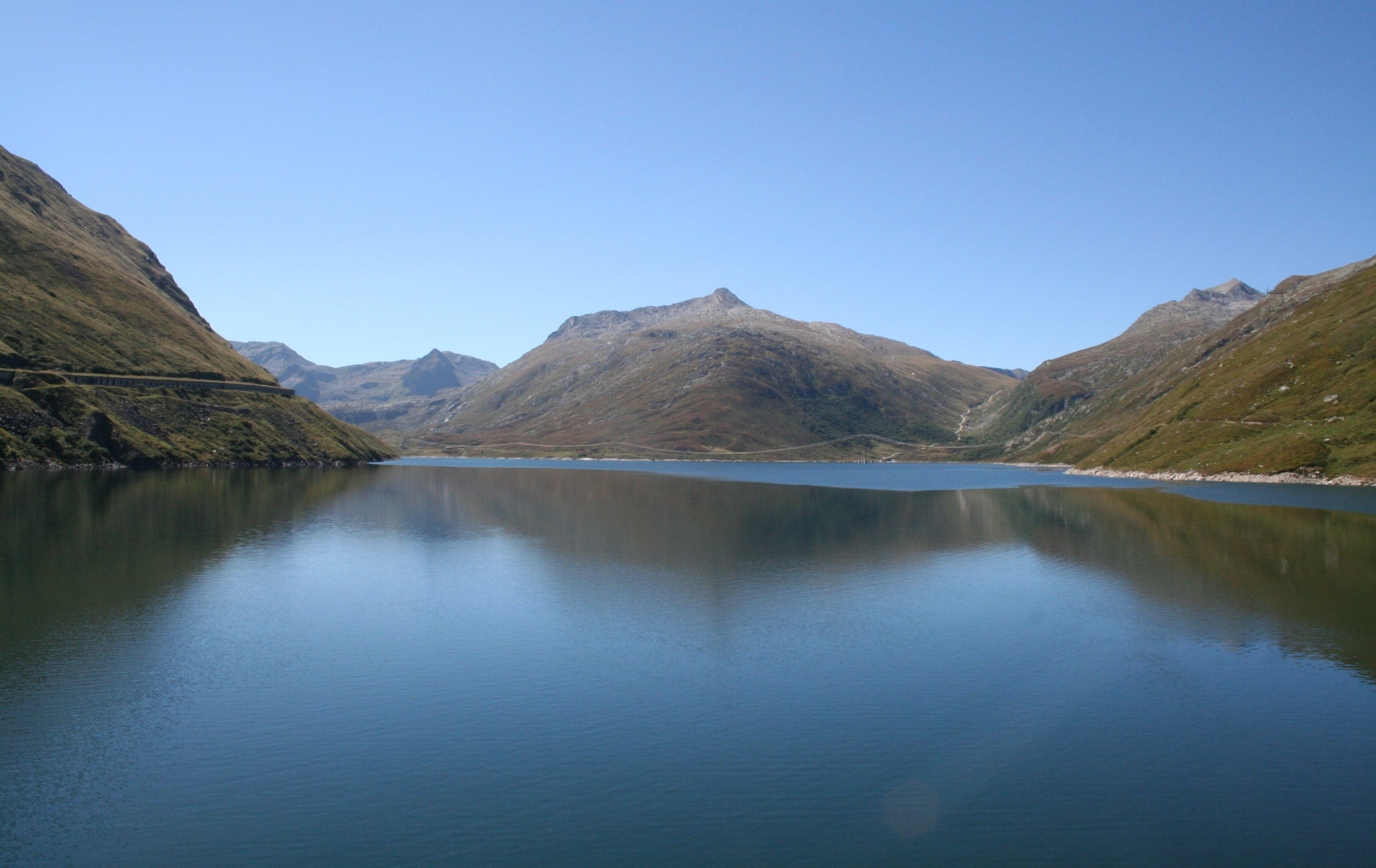
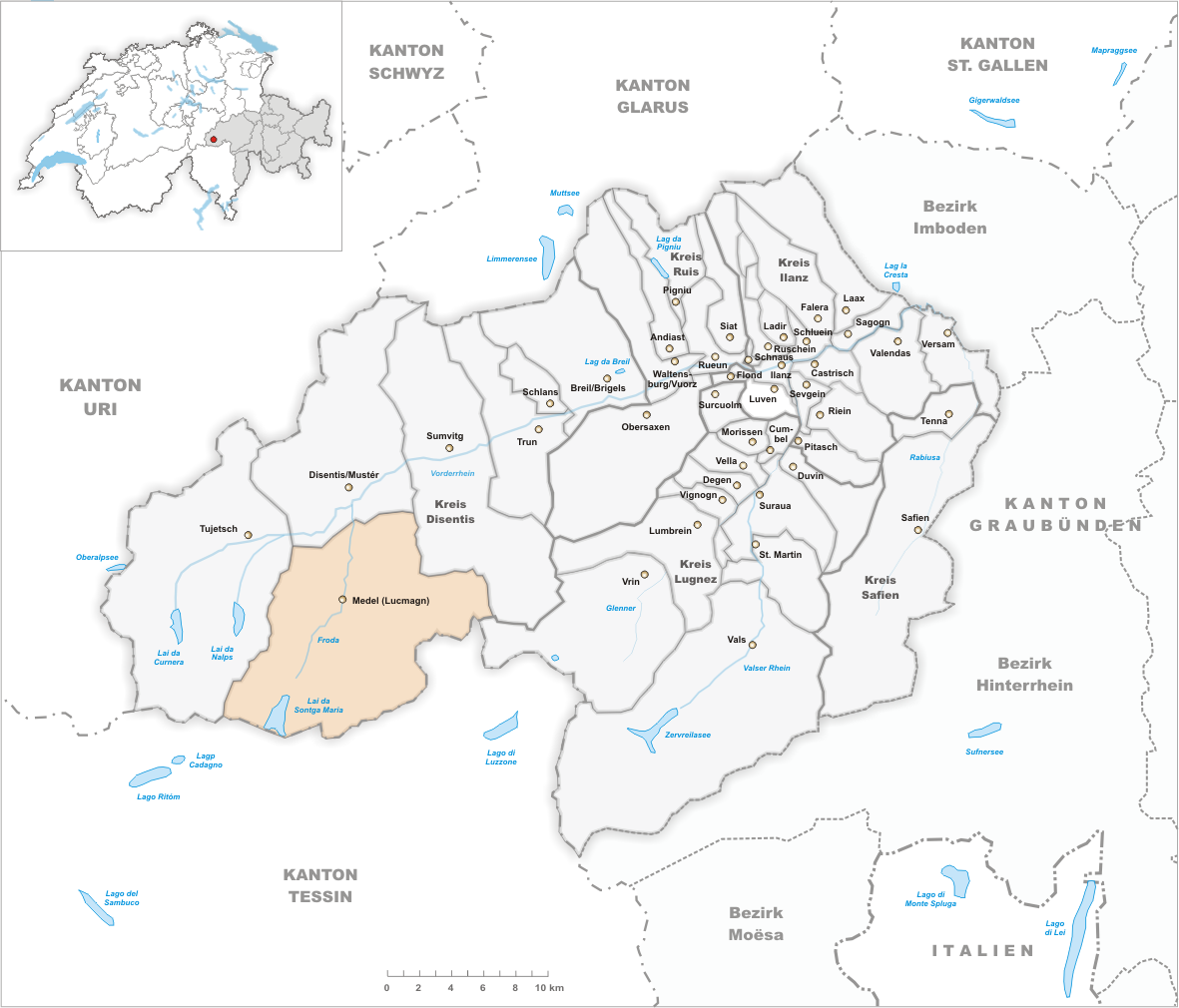
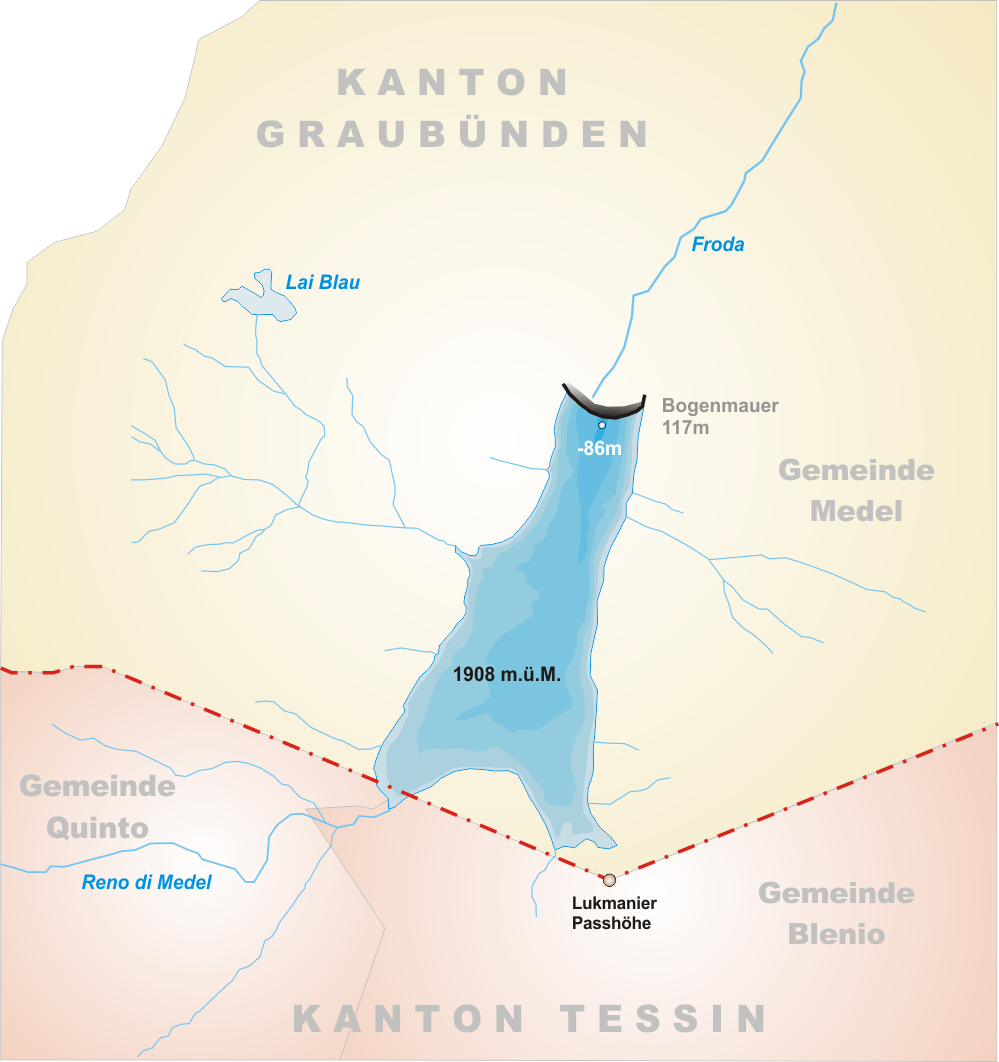
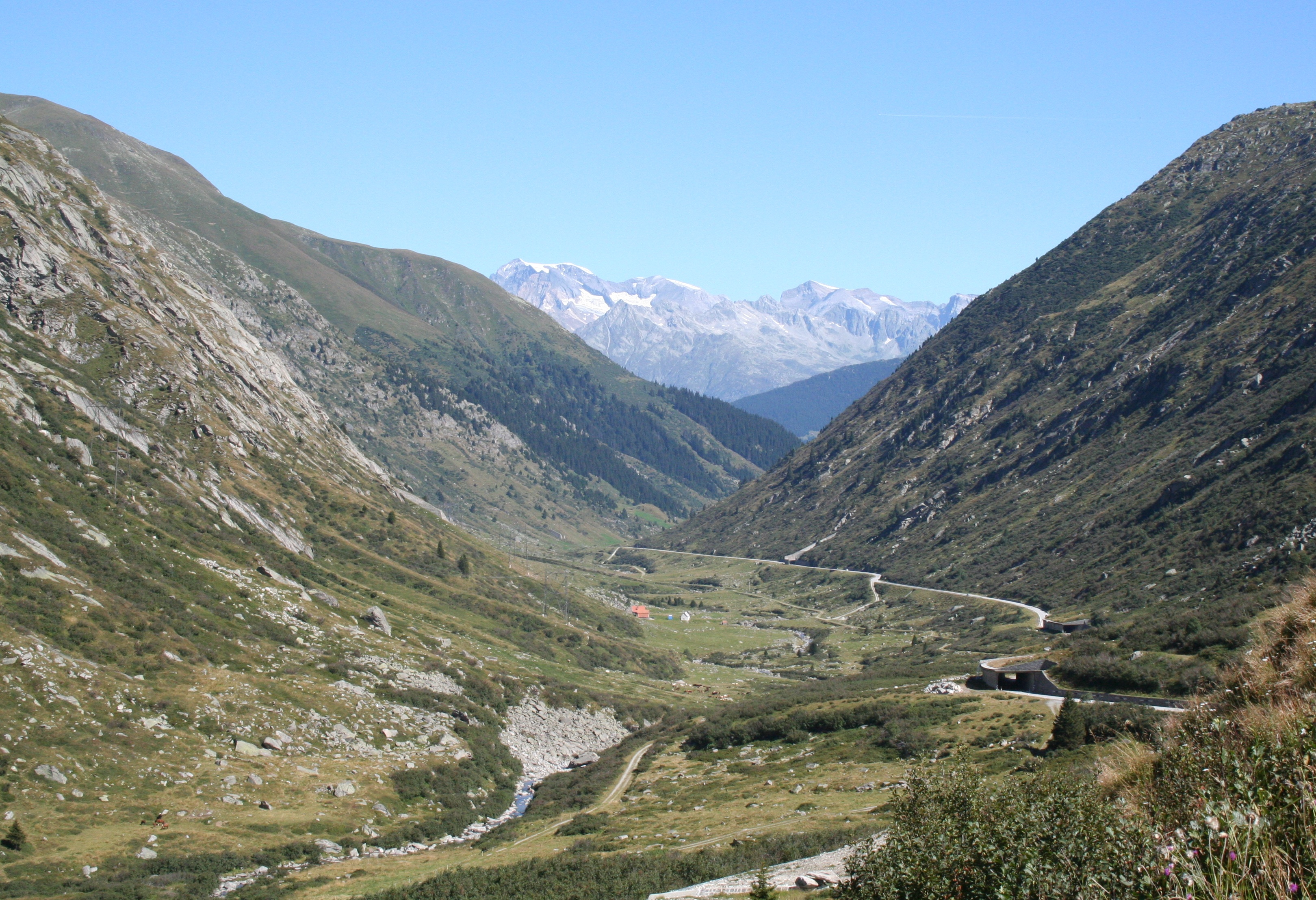
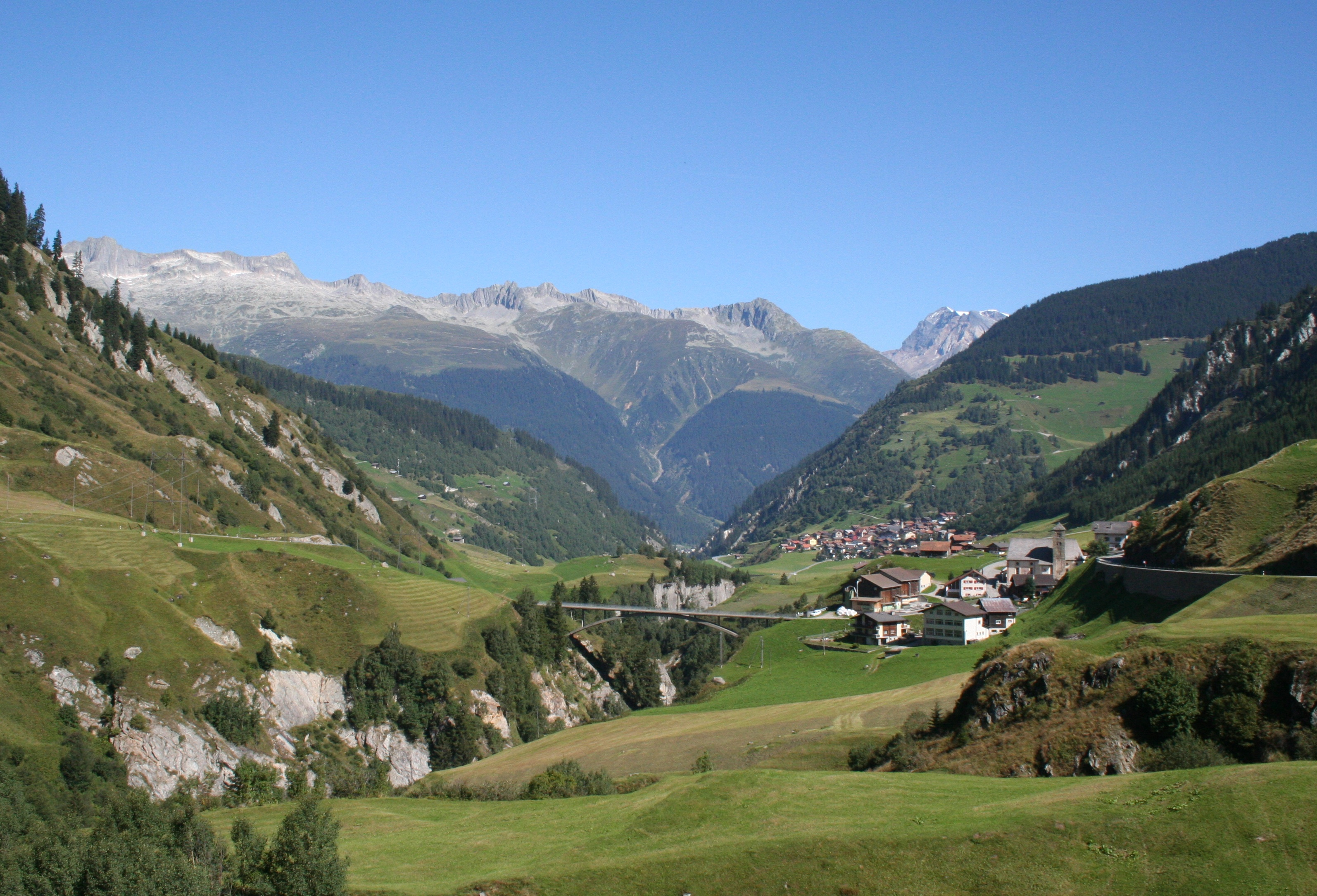
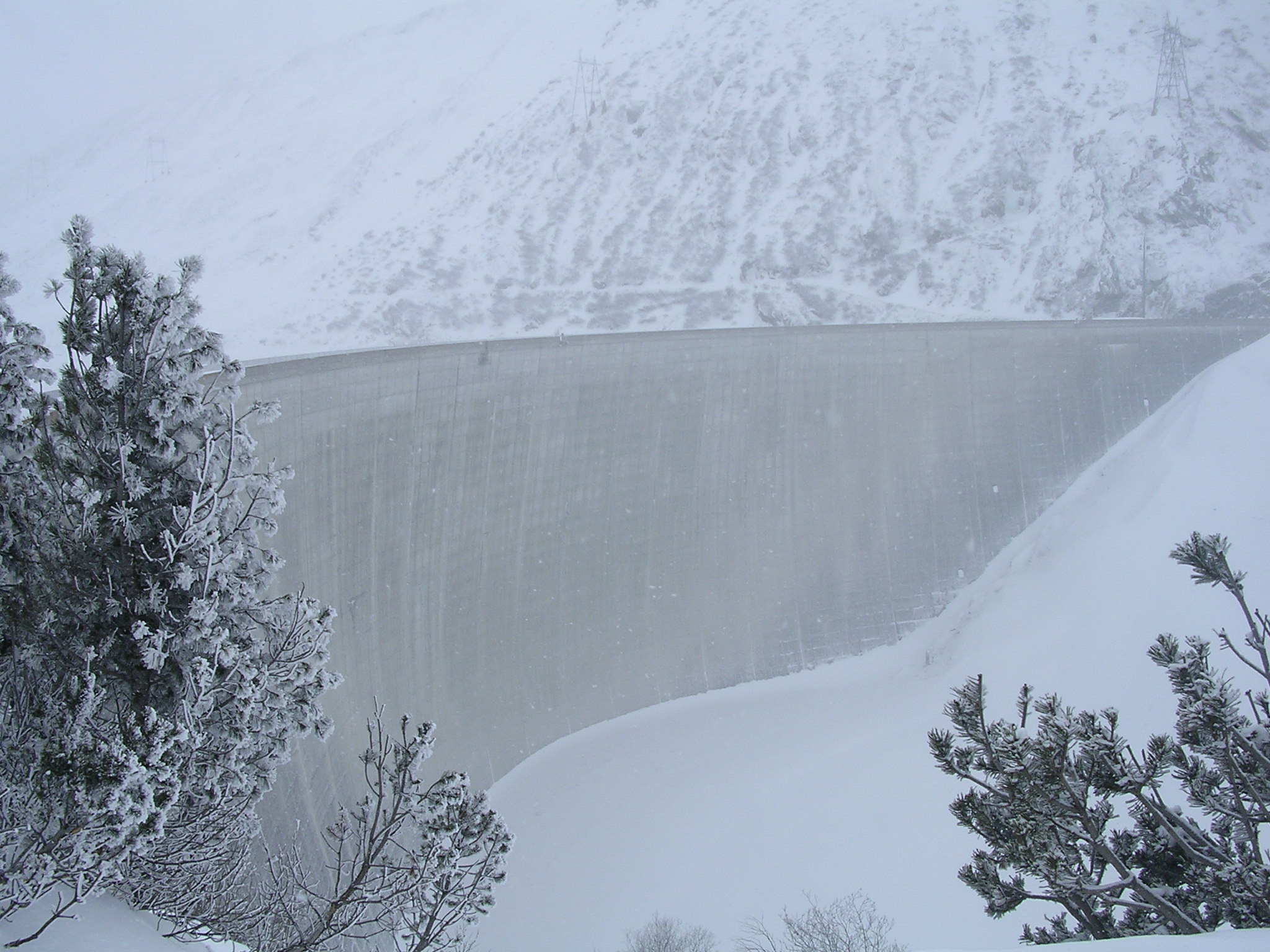
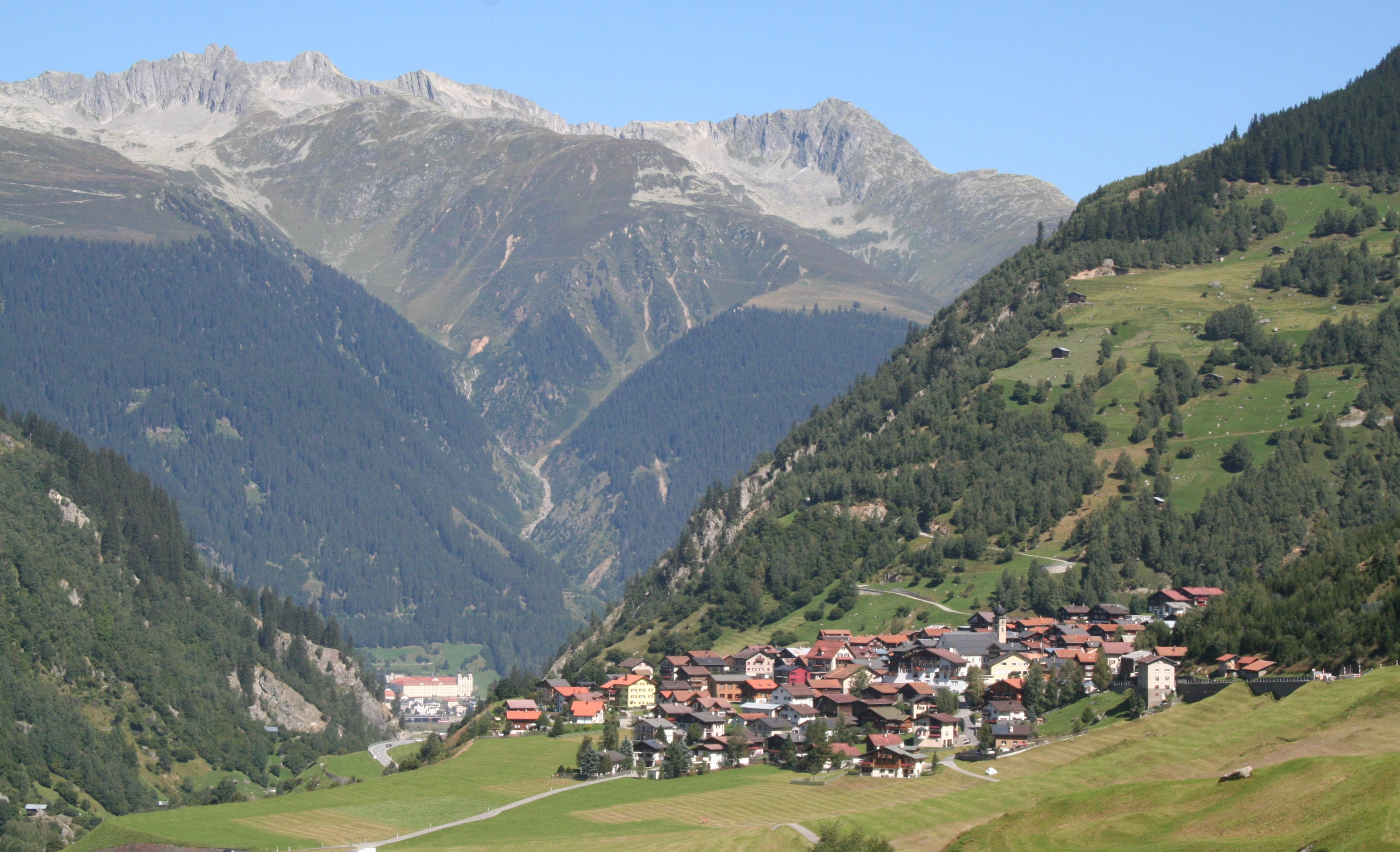
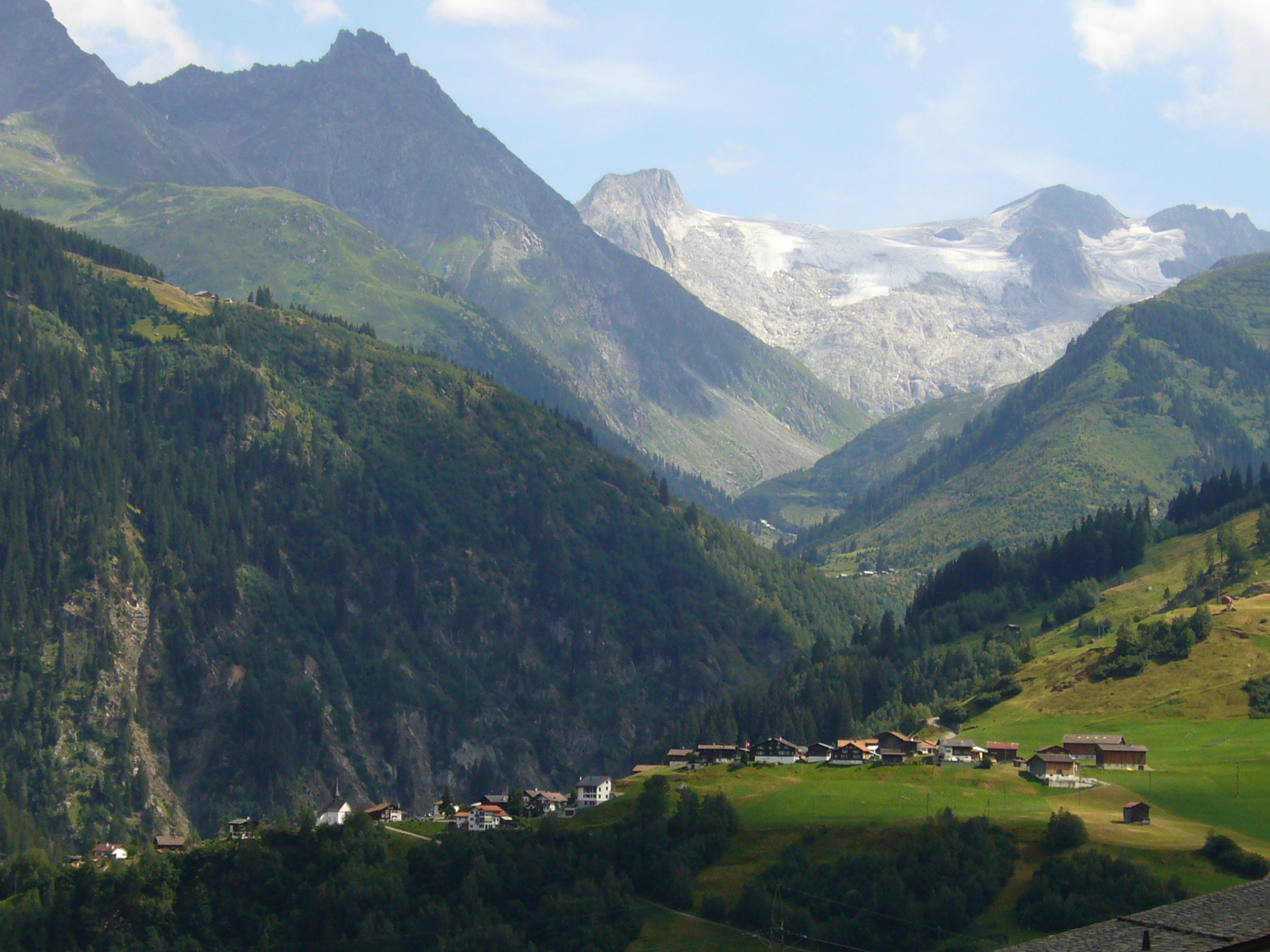